# Staurochaeta albocingulata
Staurochaeta albocingulata là một loài ruồi trong họ Tachinidae.